# Sociologia dell'educazione
La sociologia dell'educazione, anche dell'istruzione o della scuola, è un'area disciplinare della sociologia che studia come i sistemi scolastici influenzano la società, per l'uomo in età pre-adulta da un punto di vista diacronico e sincronico. L'educazione è percepita come un mezzo per mitigare le disuguaglianze sociali e un luogo dove i bambini possono sviluppare le loro capacità intellettive.
La sociologia dell’educazione si occupa essenzialmente del rapporto tra educazione e società. La peculiarità dell’approccio sociologico nello studio dell’educazione (che distingue la sociologia dell’educazione da altre discipline come la pedagogia, la psicologia dell’educazione etc.) è che la sociologia non si occupa del processo educativo in sé, o della dimensione psicologica-cognitiva legata all’educazione, o degli stili educativi, ma è interessata, principalmente, al rapporto tra educazione e società, sapendo che le caratteristiche dell’educazione non derivano da un modello ideale ma derivano dalle condizioni sociali nelle quali l’educazione avviene e i processi educativi si realizzano. Dunque la grande novità dell'approccio sociologico all'educazione è proprio quello di fondarsi sulla consapevolezza che le caratteristiche dell'educazione sono strettamente connesse a quelle della società in cui avviene. 
Secondo questa disciplina, il rapporto fra educazione e società è stato per lungo tempo contrassegnato dalla prospettiva della dipendenza: secondo questa prospettiva l’educazione dipendeva totalmente dalla società e i processi educativi venivano considerati il prodotto della società in cui si realizzavano; di conseguenza la società era considerata come il motore dei processi e delle istituzioni educative che orientava i processi educativi stessi. Per esempio Durkheim, considerato il padre della sociologia dell’educazione, sosteneva che l’educazione dipendeva totalmente dalla società in quanto la società si configurava come l’autorità morale che vincolava e attraeva a sé  gli individui, infatti egli affermò” ogni società considerata ad un momento determinato del suo sviluppo ha un sistema di educazione che si impone agli individui con una forza generalmente irresistibile”. Questo significa che, secondo Durkhaim e secondo questo modello, la cultura si imponeva sui processi educativi, determinando questo rapporto tra società ed educazione in termini di dipendenza. Di questa prospettiva facevano parte, oltre Durkhaim, anche Marx, Weber, Simmel, Mannheim e Parsons che, appunto, intendevano l’educazione come variabile dipendente della società e le istituzioni e i processi educativi come determinati dalle condizioni sociali di riferimento.
Negli ultimi decenni, però questo modello classico, che si fondava sulla logica della dipendenza, che vedeva appunto l’educazione condizionata dalla società, è stato superato e si è costituita una prospettiva molto più articolata che, mettendo in discussione il rapporto di dipendenza tra educazione e società, considera il rapporto tra processi educativi e società  molto più interdipendente di ciò che faceva la prospettiva tradizionale. Si passa così dalla fase della dipendenza a quella dell'interdipendenza (che corrisponde agli anni più recenti) tra processi educativi e strutture sociali (ma anche, più in generale, tra la società e i suoi sottoinsiemi): questa fase descrive i processi educativi in rapporto alle strutture sociali nei termini di una reciproca strutturazione.

## Storia della sociologia dell'educazione
I primi studi sulla sociologia dell'educazione risalgono alla fine dell'Ottocento con le opere di Émile Durkheim e Max Weber. In questa prima fase (definita fase fondativa), degli studi sociologici sull'educazione, le prime riflessioni sull'educazione si collocava all'interno delle teorie generali della società e, in particolare, l'educazione veniva concepita in funzione del progresso socio-economico: l'integrazione degli individui nella società e la formazione del cittadino lavoratore. Successivamente, dopo la seconda guerra mondiale, in particolare negli anni '50 e '60, questa materia suscitò un rinnovato interesse; le problematiche affrontate erano il legame tra educazione e sviluppo economico, sociale e nazionale, l'istruzione come investimento ed infine il legame tra istruzione e occupazione. Questa seconda fase venne definita "riscoperta dell'educazione", proprio perché dopo decenni di stasi, nel secondo dopoguerra, parallelamente alla ripresa economica e sociale, la sociologia tornò nuovamente a studiare e occuparsi dell'educazione. In particolare, a partire dagli anni Sessanta, la formazione divenne oggetto di studio e di interesse centrale anche per gli economisti: però, mentre la sociologia, in questo ambito,concentrava la sua attenzione sul rapporto tra educazione e società, l'economia si focalizzò, invece, sul rapporto tra scolarizzazione e sviluppo economico. A tal proposito, gli economisti iniziarono a considerare la spesa per l'istruzione come un investimento in quanto la scolarizzazione permetteva di disporre di una forza di lavoro qualificata e questo innalzava la capacità di innovazione e, di conseguenza, la competitività di un Paese. Negli anni '70 e '80 si sviluppò una nuova fase (conosciuta come fase delle riflessioni teoriche e della e ricerca sui processi educativi): le ricerche sociologiche sull'educazione, in questo periodo, si caratterizzarono principalmente per un ampio dibattito sulle crisi dei sistemi di istruzione anche in relazione al mercato del lavoro e, in più, si interessarono anche del rapporto tra istruzione e occupazione (considerando che l'innalzamento dei tassi di scolarizzazione e l'inflazione dei titoli di studio avevano portato a un surplus dell'offerta di persone formate e con titoli rispetto agli sbocchi occupazionali congruenti). Infine, negli anni più recenti (1990-2000) si è affermata l'ultima fase della sociologia dell'educazione (fase del consolidamento dello statuto epistemologico e metodologico della disciplina) in cui il tema dell'uguaglianza si approfondisce e si articola con quello delle diversità e delle differenze (sociali, culturali, etniche, di genere), nella direzione di un'attenzione particolare ai singoli soggetti e ai loro percorsi individuali e differenziati.